# Sants Just i Pastor de la Cellera
Sants Just i Pastor de la Cellera és una església romànica de la Cellera de Ter (Selva) inclosa a l'Inventari del Patrimoni Arquitectònic de Catalunya.

## Descripció
Edifici d'una sola nau de planta rectangular amb absis semicircular i sagristia afegida al vessant sud. La coberta és de doble vessant a laterals i l'interior és de volta de canó apuntada reforçada amb un arc toral.
El conjunt està format per un recinte murat que conté, a la part nord, una paret alta que forma part d'un antic porxo ja desaparegut. Entre mitjorn i ponent un mur delimita el que fou el cementiri i l'atri porxat d'accés al temple. Tota l'edificació està sostinguda, al vessant nord, per un aterrassament i per un seguit de tres contraforts.
L'entrada està a ponent i compta amb un portal adovellat de mig punt i una finestra a la seva dreta.
Destaca de l'ermita el gran campanar de cadireta format per dos ulls amb arc de mig punt i coberta de teula a doble vessant. Al campanar s'hi accedeix per un contrafort que hi ha al costat meridional.
A l'interior hi ha dos bancs de pedra que ressegueixen els murs laterals. A l'exterior, a la façana principal, també hi ha bancs.

## Història
Es tracta d'una església romànica, probablement del segle xii, amb una construcció rural senzilla relacionada amb el monestir d'Amer.
Tot i que les primeres referències escrites són de 1364, pel tipus de construcció es pot datar d'uns segles anteriors. Reforça aquesta idea l'anàlisi de l'advocació als sants Just i Pastor, màrtirs del segle IV i de tradició visigòtica.
Durant el segle xv, amb els famosos terretrèmols de 1427, va quedar malmesa i fou reconstruïda parcialment. L'existència dels contraforts de la seva part nord poden estar relacionats amb els desperfectes dels terretrèmols del segle xv. El 1480 sembla que s'inaugurà un nou altar dedicat a Sant Sebastià.
Durant el segle xix es va afegir una sagristia al costat meridional. En una de les finestres hi ha una llinda de pedra sorrenca datada de 1801. L'ermita va servir, durant la Guerra del Francés (1809-1814), com a cementiri.
Sembla que l'entrada original era a la banda sud, com es pot observar a l'interior de la nau a l'alçada del contrafort exterior de la part meridional.
El poble la tenia en gran estima i els seus sants eren advocats en temps de greus sequeres. S'hi anava en processó per demanar el do de la pluja i, durant l'any, en temps de la Pasqua, s'hi anava en representació dels diferents sectors socials del poble. El dia de l'aplec s'hi ballaven sardanes. Actualment l'aplec se celebra el dilluns de Pasqua al matí i s'acaba amb una truitada popular. També s'hi fa una trobada, anomenada l'Aplec de Tardor, el dia 6 de desembre.